# Sociedade Internacional de Mecânica dos Solos e Engenharia Geotécnica
A International Society for Soil Mechanics and Geotechnical Engineering - ISSMGE ou, em português, Sociedade Internacional de Mecânica dos Solos e Engenharia Geotécnica, é uma importante associação compostas por um corpo de profissionais que representam, por todo o mundo, os interesses de engenheiros, estudantes e construtores que atuam na área de Engenharia Geotécnica.